# Апажев, Мухамед Локманович
Мухамед Локманович Апажев (кабард.-черк. Апажэ Мухьэмэд; род. 5 июля 1930, Шалушка, Северо-Кавказский край) — советский и российский кабардинский филолог, лексикограф и составитель словарей, специалист в области кабардино-черкесского языка, доктор филологических наук, профессор Кабардино-Балкарского государственного университета.

## Биография
Родился 5 июля 1930 года в селе Шалушка Чегемского района Кабардино-Балкарской АО. Родители — работники колхоза, старший брат — школьный учитель.
В 1950 году окончил Нальчикское педагогическое училище. В 1954 году с отличием окончил отделение русского языка и литературы историко-филологического факультета Кабардино-Балкарского государственного педагогического института (КБГПИ, сейчас Кабардино-Балкарский государственный университет, КБГУ), тема дипломной работы — «Язык лирики Алима Кешокова».
С 1954 года работал на кафедре русского языка в КБГПИ (позднее КБГУ). В 1958—1961 годах проходил аспирантуру в КБГУ под руководством Б. Х. Балкарова. В 1961 году стал старшим преподавателем. В 1965 году защитил диссертацию «Влияние русского языка на кабардинский» в Институте языкознания АН СССР и получил учёную степень кандидата филологических наук. В 1966 году получил учёное звание доцента.
В 1961 и 1967 годах являлся ответственным секретарем приёмной комиссии КБГУ. В 1968—1974 годах являлся деканом историко-филологического факультета. В 1968—1975 годах являлся председателем диссертационного совета. Читал теоретический курс современного русского языка и спецкурсы по актуальным проблемам языкознания.
В 1971 году преподавал русский язык в Университете имени Я. А. Коменского в Чехословакии, в 1977—1978 годах — в Гаванском университете и университете Орьенте на Кубе, в 1986—1989 годах — в Ювяскульском университете в Финляндии.
В 1992—2007 годах являлся заведующим кафедрой национальной и русской филологии КБГУ. В 1993 году защитил диссертацию «Исследование кабардинской лексики как системы» в Институте языкознания РАН и получил учёную степень доктора филологических наук. В 1994 или 1995 году получил учёное звание профессора. Являлся учёным секретарем совета КБГУ, редактором газеты «Университетская жизнь» и председателем редакционно-издательского и учебно-методического советов педагогического факультета.
В старости потерял зрение. Умер 16 декабря 2023 года.

## Научная деятельность
Автор 315 работ, в том числе 14 монографий, учебных пособий и двух словарей. Число публикаций в РИНЦ — 30, индекс Хирша по РИНЦ — 6.
Область научных интересов: лексикология, семантика, лексикография, языковые контакты, социолингвистика. Первым полноценно описал лексику кабардино-черкесского языка. Предложил выделение 4 типов энциклопедических словарей — универсальные, специальные, биобиблиографические и персональные.
Один из авторов первого «Кабардино-русского словаря» (1957). Соавтор, соредактор и рецензент первого толкового «Словаря кабардино-черкесского языка» (1999). Член редколлегии и один из двух основных авторов двухтомника «Кабардино-черкесский язык» (2006). Один из составителей и первый заместитель главного редактора Адыгской (черкесской) энциклопедии (2006). Соавтор «Кабардино-черкесско-русского словаря» (2008).

## Награды и признание
- Действительный член Адыгской (Черкесской) международной академии наук (1995)[1].
- Медаль «За доблестный труд в Великой Отечественной войне 1941—1945 гг.»[3].
- Медаль «За доблестный труд. В ознаменование 100-летия со дня рождения В. И. Ленина»[3].
- Медаль «Ветеран труда»[3].
- Юбилейная медаль «50 лет Победы в Великой Отечественной войне 1941—1945 гг.»[1].
- Юбилейная медаль «60 лет Победы в Великой Отечественной войне 1941—1945 гг.»[5].
- Юбилейная медаль «65 лет Победы в Великой Отечественной войне 1941—1945 гг.»[5].
- Юбилейная медаль «70 лет Победы в Великой Отечественной войне 1941—1945 гг.»[5].